# Žrelo (drama)
Žrelo je drama Žanine Mirčevske.

## Vsebina
Besedilo je »dramska groteska, ki podaja duhovno stanje sodobnega človeka vse prej kot optimistično«.
Glavna oseba (moški, ki je pojedel svoje ime) v gozdu mitskih razsežnosti nabira lisičke, sreča žensko, izkaže se, da je njegova mati oz. on njen izgubljeni sin. Nato sreča še svojega svetovalca, vrtnarja, čistilko, zdravnika, kuro, konja in medveda in druge. Skratka osebe, ki so del družinskega okolja in so nosilci pravljičnih lastnosti. Njihovi pogovori se vrtijo okrog potrebe po hrani, saj je izrazita značilnost glavne osebe požrešnost, nenehen glad, ne more ga potešiti. Besedilo je polno izrazov, ki označujejo dobrine, blagovne znamke, pogosti so glagoli želeti, obogateti, imeti, posedovati, kupiti, vzeti. Nenehno opozarjajo bralca na njegov potrošniški položaj v družbi. Vrednote sodobnega sveta poseduje zajček, ki ve, v kateri luknji je skrito bogastvo sveta, ve, kje so skriti recepti sreče, blaginje, lepote in uspeha, ve, ampak ne pove, zato ga glavna oseba prosi, naj mu pove recept, ki ga bo zasitil, recept, po katerem ne bo nikoli več lačen. Lakota je splošna značilnost civilizacije. Čuvaj Tine pove: »Vsak ima svojo lakoto, gospod. Ljudje pa niso pravični, gospod. Lakoti po denarju pravijo podjetnost. Lakoti po uspehu ambicioznost. Lakoti po seksu strast. Lakoti po oblasti moč. Lakoti po alkoholu pa alkoholizem.« Lakota po hrani in materialnih dobrinah pa se vedno bolj kaže kot kompenzacija nečesa, kar manjka, nečesa, kar bi potešilo človekov eksistencialni glad. Na koncu glavna oseba sreča medveda, ki mu nudi zavetje in toplino svojega kožuha ter mu zapoje uspavanko, toda konec izzveni ironično, saj je medvedu ime Haribo.
Temeljna ideja je že naslov besedila, Žrelo, v kontekstu obravnavanega dramskega besedila predstavlja sinonim globalne pogoltnosti. Temeljno idejo drame pa izraža tudi glavna oseba, to je tisti, ki je pojedel svoje ime in je v besedilu označen grafično samo s tremi pikami (…).

## Dramska forma
Avtorica v besedilu krši klasično dramsko formo. Pogovor med osebami v posameznem prizoru je pisan linearno, posamezne replike so med seboj ločene s poševnico, nastopajoče osebe pa so navedene le na začetku vsakega prizora, kar zahteva večje sodelovanje in napor bralca, lahko se bere tudi monološko. 
Učinkuje tudi z zvočno-ritmičnimi sredstvi (npr. vsaka sinička prašička, tička diridička, mehka lička). Posamezne replike prehajajo v verzni zapis ali celo rimano pesniško strukturo (npr. ta ptiček/zanima ga le dobiček/Če ne škodi, naj pa bodi,/ naj mojo posest vodi, če pa blodi,/ naj se mu takoj sodi,/ da svojih neumnosti,/ kar naprej ne plodi), slogani (npr. nekomu moraš vzeti, če hočeš imeti), citirana so reklamna sporočila (npr. za dietno margarino, ki se maže fino), ljudske pesmi in reki (npr. enci, menci, na kamenci; kdor hoče na Dunaj, mora pustiti trebuh zunaj), vzpostavlja dialog s svetovno literaturo (npr. deklici zapeljivki je ime Lolita, konju Dorian, parafrazirana je Hamletova izjava v »to eat or not to eat«). 

## Krstna uprizoritev
- SNG Drama, 13.2.2009. Režija Andreja Kovač, dramaturginja in lektorica Barbara Korun.